# Eublemma lacteicosta
Eublemma lacteicosta là một loài bướm đêm trong họ Erebidae.